# Смелков, Валерий Михайлович
Вале́рий Миха́йлович Смелков (эст. Valeri Smelkov; 14 сентября 1989, Нарва, СССР) — эстонский футболист, до конца 2014 года был вратарём йыхвиского клуба «Локомотив». С 2016 по 2022 год играел в высшей лиге за футзальную команду «Нарва Юнайтед», в составе которой становился чемпионом Эстонии. Ныне тренер в футбольном клубе «Нарва-Транс».

## Карьера
Валерий является воспитанником нарвского футбола, начав заниматься футболом в шесть лет в футбольном отделеним нарвской Паэмурруской спортшколы. Параллельно занимался настольным теннисом и баскетболом.
В 15 лет дебютировал в Первой лиге Эстонии за таллинский клуб ТФМК-2. Позже в 2007 году вернулся в Нарву и стал играть за местный клуб «Нарва-Транс» и завоевал два Суперкубка страны. В 2009 году перешёл в футбольный клуб «Лоотус», цвета которого защищал до 2010 года. Однако, потом обратно вернулся в нарвскую команду, с которой вышел в финал Кубка Эстонии.
С 2011 по 2013 год проходил обучение в Великобритании, где окончил магистратуру Бирмингемского университета по специальности «Управление и развитие регионов». Живя в Англии футболом занимался нерегулярно, сыграв нескольких игр за университетскую команду.
В 2013 году вернулся в Эстонию и в футбол, став игроком клуба «Нарва-Транс». В этом же году параллельно выступал за другую эстонскую команду, «Локомотив (Йыхви)», за которую отличился одним голом, реализовав пенальти в игре против ФК «Пуума». В 2014 году стал основным вратарём и капитаном йыхвиского клуба. 8 ноября 2014 года в игре против футбольного клуба «Пайде» вышел на поле в качестве нападающего.
В ноябре 2014 года стало известно, что Валерий уходит из клуба и уезжает в Великобританию работать, где одновременно планировал выступать за одну из команд девятой лиги чемпионата Англии.
Жил в Великобритании, работал менеджером в одном из бутик-отелей Бирмингема. В конце 2016 года, по прежнему проживая, начал играть за футзальную команду «Нарва Юнайтед», в 2017 году в составе команды стал чемпионом Эстонии и принимал участие в Кубке УЕФА по футзалу. В феврале 2021 года переехал в Таллин. Работал в Hotel du Vin Birmingham, изучал «Управление операциями» в Wharton School.

### Тренерская
До 2021 года работал с детьми при командах, в которых играл, и при лагерях Футбольного союза Эстонии, но тренерского образования на тот момент не имел. С 2021 года работает тренером в структуре эстонского клуба «Нарва-Транс». В конце 2022 года вошел в тренерский штаб сборной Эстонии по футзалу U19. В сентябре 2024 года получил тренерскую лицензию УЕФА Б.

## Достижения
- Обладатель Суперкубка Эстонии (2): 2007,[19] 2008
- Финалист Кубка Эстонии (1): 2010/11

### Футзал
- Чемпион Эстонии (1): 2016/2017[11]
- Бронзовый призёр чемпионата Эстонии (1): 2020/2021[20]